# NGC 8
NGC 8은 페가수스자리 방향에 있는 쌍성이다.

## 발견
1865년 9월 29일 오토 빌헬름 폰 스트루브가 발견했다. 거리는 NGC 9에서 약 2분 42초 즈음 된다. NGC 8의 두 별은 2MASS J00084563+2350186, 2MASS J00084521+2350184인데, 각각 반대로 흐릿하고 밝다.